# Pascal Pujol
Pascal Pujol, né le 29 juillet 1964 à Montpellier, est un médecin généticien spécialisé en cancérologie. Il est Professeur des universités-praticien hospitalier à l'Université de Montpellier (Faculté de Médecine) et chef du service d’oncogénétique du CHU de Montpellier. Il est co-auteur de 200 publications internationales, d'ouvrages grand public et a coordonné plusieurs essais thérapeutiques. Il est  président de la Société française de médecine prédictive et personnalisée.

## Biographie
Pascal Pujol, né le 29 juillet 1964 à Montpellier, est un médecin généticien spécialisé en cancérologie. Il est professeur de médecine à la faculté de médecine de Montpellier et chef du service d’oncogénétique du CHU de Montpellier. Il est l'actuel président de la Société française de médecine prédictive et personnalisée. Il a été directeur-adjoint de l'UFR de médecine de Montpellier. Il est co-auteur de plus de cent publications internationales de recherche.

## Carrière médicale et scientifique
Pascal Pujol est né et a fait ses études médicales à Montpellier (Lauréat de la faculté 1990). Il a été reçu aux concours de l’internat des hôpitaux de Paris, Montpellier et de Bordeaux en 1988. Il s’est orienté vers la génétique et la cancérologie. Il devient docteur en médecine en 1992. Il réalise une thèse de sciences dans le domaine de la génétique et de la biologie moléculaire des cancers aux États-Unis (Université du Texas à San Antonio, 1992-93).
À l’issue de son parcours scientifique, il prend les fonctions de chef de clinique et d’assistant des hôpitaux, puis de maître de conférence des universités et praticien hospitalier en 1998.  Il est nommé professeur des universités en 2004. Depuis 1996, il conduit des travaux de recherches dans différentes unités INSERM (148, 531, 896). Il est co-auteur de plus de 200 publications internationales et a coordonné trois essais thérapeutiques, de phase III ou IV au niveau national. Il a participé à de nombreuses missions d'expertise à l’INCa , à l'Agence de la Biomédecine et à l'HAS. Il est consultant en oncogénétique au centre d’oncologie Hartmann et pour les établissements de santé rattachés au GCS.

## Fonctions et responsabilités
- Président de la Société française de médecine prédictive et personnalisée[11],[12]
- Directeur-adjoint de l'UFR médecine (2012/2017)
- Président de l’association BRCA France[13]
- Expert auprès des tribunaux
- Membre élu du conseil de l’UFR médecine

## Ouvrages
- De nombreuses références sur Google scholar[14]

- Environ 200 publications référencées Pubmed[6]

- Livre grand public : Question(s) cancer[15] paru en octobre 2010 aux éditions Acte Sud, écrit à 6 mains avec Henri Pujol et Jean-Louis Pujol[16]

- Livre grand public : Voulez-vous savoir ? Ce que nos gènes disent de notre santé[17] paru en août 2019[18] aux éditions humenSciences, avec la collaboration de Benjamin Peylet

## La SFMPP
La Société Française de Médecine Prédictive et Personnalisée (SFMPP) a été créée en 2014 par un collège de médecins issus du monde universitaire, dont fait partie Pascal Pujol, pour répondre à des questions médicales et transversales dans le contexte d’une médecine prédictive et personnalisée en plein essor. Cette société a pour but d’associer une réflexion éthique et médicale concernant l’innovation en médecine prédictive et personnalisée et a déjà été saisie pour des réunions d’expertise par l’INCa et l’HAS. La volonté de la SFMPP est de répondre de façon multidisciplinaire et sociétale aux questions que pose cette nouvelle approche de la médecine en intégrant les dimensions éthiques et économiques. La SFMPP a notamment pris position sur le dépistage prénatal non invasif de la trisomie 21 en 2016,,l’extension des indications d’analyse BRCA1 et BRCA2, l’utilisation des signatures génomiques,, a élaboré des recommandations cliniques pour les données secondaires du génome et a publié les recommandations européennes de testing des gènes BRCA.